# Tetramorium deceptum
Tetramorium deceptum är en myrart som beskrevs av Bolton 1977. Tetramorium deceptum ingår i släktet Tetramorium och familjen myror. Inga underarter finns listade i Catalogue of Life.